# Моррисон, Уильям, 1-й виконт Данроссил
Уильям Шепард Моррисон, 1-й виконт Данроссил (англ. William Shepherd Morrison, 1st Viscount Dunrossil; 10 августа 1893, Торинтурк, Аргайл, Шотландия, Великобритания — 3 февраля 1961, Канберра, Австралийская столичная территория, Австралия) — британский государственный и политический деятель, 14-й генерал-губернатор Австралии с 2 февраля 1960 по 3 февраля 1961 года.

## Биография

### Молодые годы
Уильям Шепард Моррисон родился 10 августа 1893 года в деревне Торинтурк региона Аргайл в Шотландии. Получил образование в Колледже Джорджа Уотсона и Эдинбургском университете. С началом Первой мировой войны вступил в Британскую армию и служил в артиллерийском полку во Франции, где был награждён Военным крестом. В 1919 году ушёл в отставку в чине капитана. В 1929 году был избран в Палату общин от Консервативной партии от избирательного округа Киренчестер и Тьюксбери. В парламенте он получил прозвище «Шекс», от привычки цитирования произведений Уильяма Шекспира.

### Министерские посты
Моррисон занимал несколько министерских постов в правительствах четырёх премьер-министров: Рамсея Макдональда, Стэнли Болдуина, Невилла Чемберлена и Уинстона Черчилля:
- с 1931 по 1935 — Парламентский секретарь Генерального прокурора;
- с 1935 по 1936 — Финансовый секретарь министерства финансов;
- с 1936 по 1939 — Министр сельского хозяйства и рыболовства;
- с 1939 по 1940 — Министр продовольствия;
- с 1940 по 1943 — Генеральный почтмейстер;
- с 1943 по 1945 — Министр городского и сельского планирования.

### Политическая жизнь
Во время агитации перед всеобщими выборами 1945 года, Моррисон напал на социализм, утверждая, что Гитлер и Муссолини начинал как социалисты. Он также говорил, что, хотя лейбористы возражали против консерваторов, называющих себя с приставкой «национал», консерваторы не против называть своих противников национал-социалистами. В 1947 году он раскритиковал удостоверения личности, введенные во время войны, потому что верил, что они были неприятностью для законопослушных людей, и считая их неэффективными. В 1951 году, когда консерваторы вернулись к власти, Моррисон был избран спикером Палаты общин. Он был против лейбориста Джеймса Милнера, сказавшего, что настала очередь его партии на месте спикера Палаты. Это были первые альтернативные выборы на этот пост в XX веке. Моррисон был избран голосованием по партийным линиям.

### На посту генерал-губернатора Австралии
Моррисон занимал пост спикера до 1959 года, когда объявил, что не будет выдвигаться на предстоящих всеобщих выборах, сказав, что уйдёт на пенсию по состоянию здоровья. Как было принято для бывших спикеров, он принял титул виконта Данроссил, из Валлагью из острова Северной Уист и округа Инвернесс. Он удивил многих, учитывая состояние его здоровья, приняв пост генерал-губернатора Австралии. В том же году он стал Рыцарем Большого креста Ордена Святого Михаила и Святого Георгия. К этому времени поддержка существования поста генерал-губернатора в Австралии резко снизилась, но премьер-министр от либералов, Роберт Мензис, был полон решимости сохранить эту должность.
Моррисон вступил в должность 2 февраля 1960 года. Однако он внезапно умер в Канберре через год и один день — 3 февраля 1961 года. Он был похоронен в Канберре в исторической церкви Святого Иоанна Крестителя. Моррисон стал единственным генерал-губернатором умершим на своём посту.
Титул виконта наследовал его сын, Джон Моррисон, 2-й виконт Данроссил, кадровый чиновник в Министерстве иностранных дел и по делам Содружества. Работал на Бермудских островах и был горд носить вице-королевскую шляпу отца на официальных мероприятиях острова.

## Награды
|  | Рыцарь Большого креста Ордена Святого Михаила и Святого Георгия | 1959 |
|  | Военный крест                                                   |      |
|  | Рыцарь Справедливости Ордена Святого Иоанна                     |      |
|  | Звезда 1914-15                                                  |      |
|  | Британская военная медаль                                       |      |
|  | Медаль Победы                                                   |      |
|  | Медаль в честь серебряного юбилея Георга V                      | 1935 |
|  | Медаль в честь коронации короля Георга VI                       | 1937 |
|  | Медаль в честь коронации Елизаветы II                           | 1952 |